# Sung Kyung-hwa
Sung Kyung-Hwa (20 de julho de 1965) é uma ex-handebolista sul-coreana. campeã olímpica.
Fez parte da geração de ouro sul-coreana, medalha de ouro, em Seul 1988.